# Riera de la Vila
La Riera de la Vila és una riu de la comarca catalana del Baix Camp, afluent pel marge dret de la riera de Maspujols.